# Leader Falls
Die Leader Falls sind ein Wasserfall bislang nicht ermittelter Fallhöhe im Fiordland-Nationalpark auf der Südinsel Neuseelands. Östlich des Milford Sound/Piopiotahi liegt er am 2188 m hohen Mount Syrne an der Westflanke der Darran Mountains in den Neuseeländischen Alpen im Lauf eines namenlosen Bachs, der in westlicher Fließrichtung unweit hinter dem Wasserfall in den Tūtoko River mündet.